# 石川県薬剤師会
公益社団法人石川県薬剤師会（こうえきしゃだんほうじんいしかわけんやくざいしかい、英称: Ishikawa Pharmaceutical Association）は、石川県知事所管の石川県の薬剤師を会員とする公益法人。

## 本部所在地
〒920-0032 石川県金沢市広岡町イ25番地10

## 郡市薬剤師会
- 金沢市薬剤師会
- 加賀支部
- 小松能美支部
- 白山ののいち支部
- 河北支部
- 羽咋支部
- 七尾鹿島支部
- 鳳珠支部
- 輪島支部
- 珠洲支部